# Табаяма
35°47′23″ пн. ш. 138°55′20″ сх. д. / 35.78972° пн. ш. 138.92222° сх. д.
Табая́ма (яп. 丹波山村, たばやまむら, МФА: [tabajama muɾa]) — село в Японії, в повіті Кіта-Цуру префектури Яманасі. Станом на 1 квітня 2009 площа села становила 101,55 км². Станом на 1 липня 2011 населення села становило 666 осіб.